# Canal de Lalinde
Der Canal de Lalinde ist ein ehemaliger französischer Schifffahrtskanal im Département Dordogne in der Region Nouvelle-Aquitaine. Es handelt sich um einen rechten Seitenkanal des Flusses Dordogne mit einer Länge von 15,5 Kilometern.

## Verlauf des Kanals
Der Kanal zweigt beim Ort Mauzac in der Gemeinde Mauzac-et-Grand-Castang an der rechten Flussseite von der Dordogne ab
und verläuft bis zu seiner Wiedereinmündung bei Tuilières in der Gemeinde Mouleydier in einem Abstand von 50 bis maximal 400 Metern parallel zum Fluss. Auf seinem Weg passiert er die Orte Lalinde, mit den beiden Hafenbecken in Lalinde selbst und in Port Couze, sowie Saint-Capraise-de-Lalinde.
- Ausgangspunkt: 44° 51′ 47″ N, 0° 47′ 59″ O
- Endpunkt: 44° 50′ 49″ N, 0° 37′ 48″ O

## Technische Infrastruktur
Der Kanal weist eine Gesamtlänge von 15,50 Kilometern auf und verfügt über neun Schleusen, wovon sechs am unteren Ende des Kanals in Form einer Schleusentreppe angeordnet sind. Die Schleusenkammern verfügen über eine nutzbare Länge von 29,00 Metern und sind 6,00 Meter breit. Sie überwinden in der Summe einen Höhenunterschied von 21,40 Metern.

## Geschichte
Der Kanal wurde zur Umgehung von Flussengen und Stromschnellen auf der Dordogne konzipiert, die die Schifffahrt mit den hier üblichen Gabarre-Booten behinderten. Die Errichtung des Kanals fand in den Jahren 1838 bis 1844 statt.
Nach seiner Inbetriebnahme diente der Canal de Lalinde zur Sicherstellung der Transportverbindungen im Dordogne-Tal. Mit dem Aufkommen der Schienenkonkurrenz ist der Kanal dann aber bald an die Grenzen seiner wirtschaftlichen Leistungsfähigkeit gestoßen. 1926 wurde er vom Staat aus der Liste der schiffbaren Gewässer Frankreichs gestrichen, trotzdem aber bis 1945 weiterhin verwendet.
Seit 1996 ist das Gesamtbauwerk als Monument historique registriert.

### Pläne zur Wiederherstellung
Nun sind jedoch Bestrebungen im Gange, diesen Kanal für den Tourismus wieder schiffbar zu machen. Seit 2014 kann die vier Kilometer lange Teilstrecke von Saint-Capraise-de-Lalinde nach Port Couze wieder mit Touristen-Gabarres befahren werden.

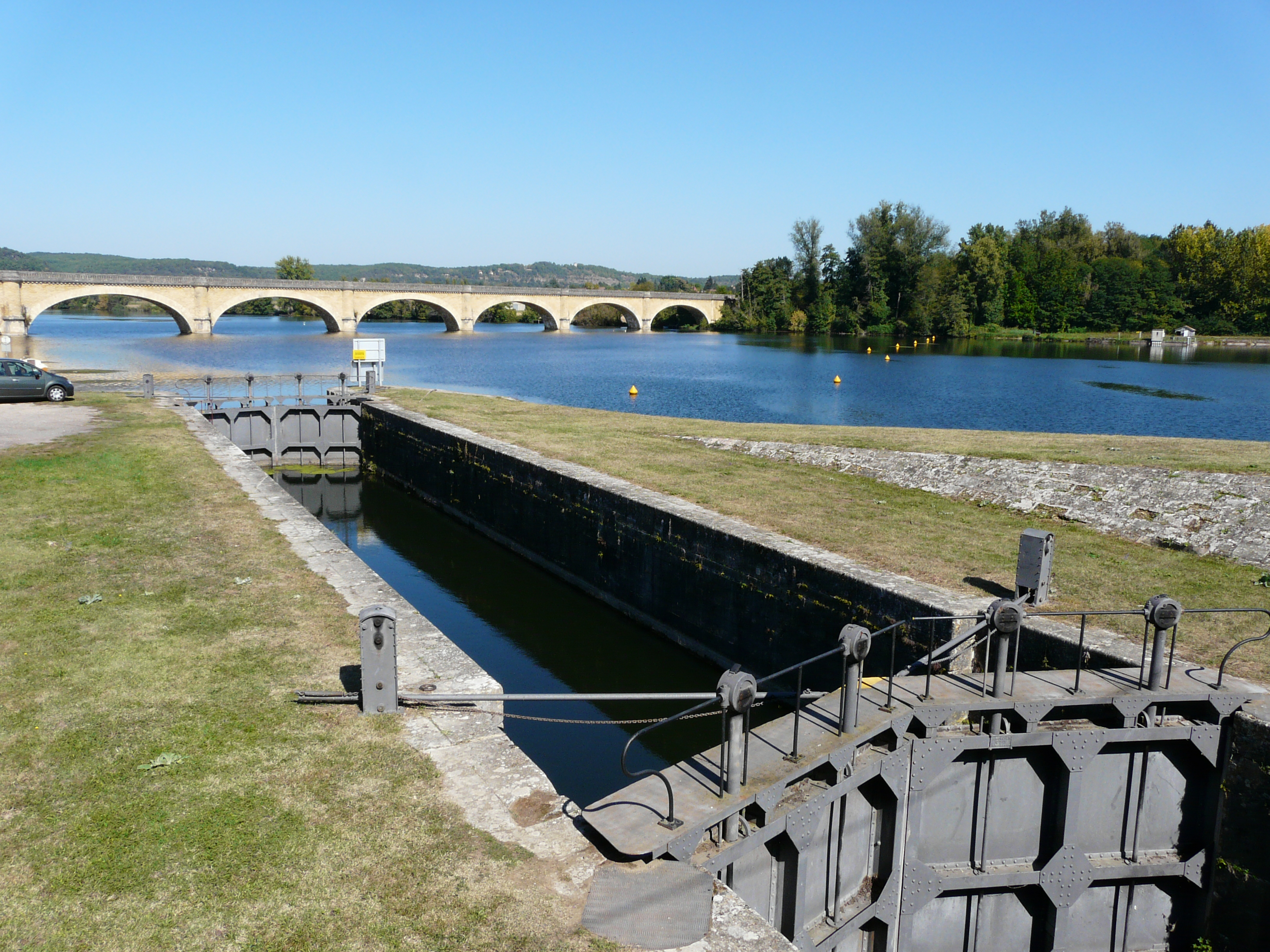
Schleuse Mauzac
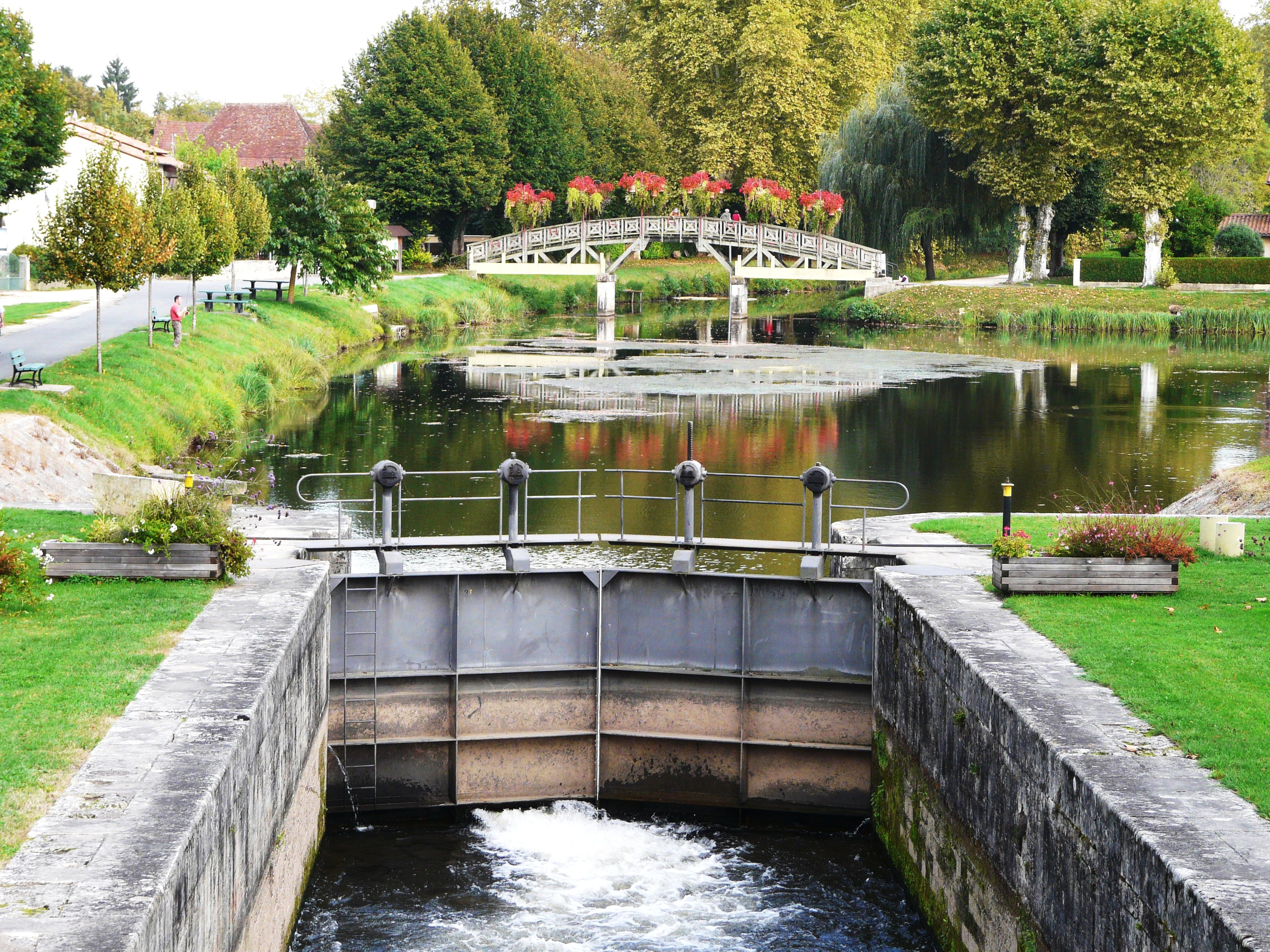
Schleuse und Hafenbecken von Lalinde
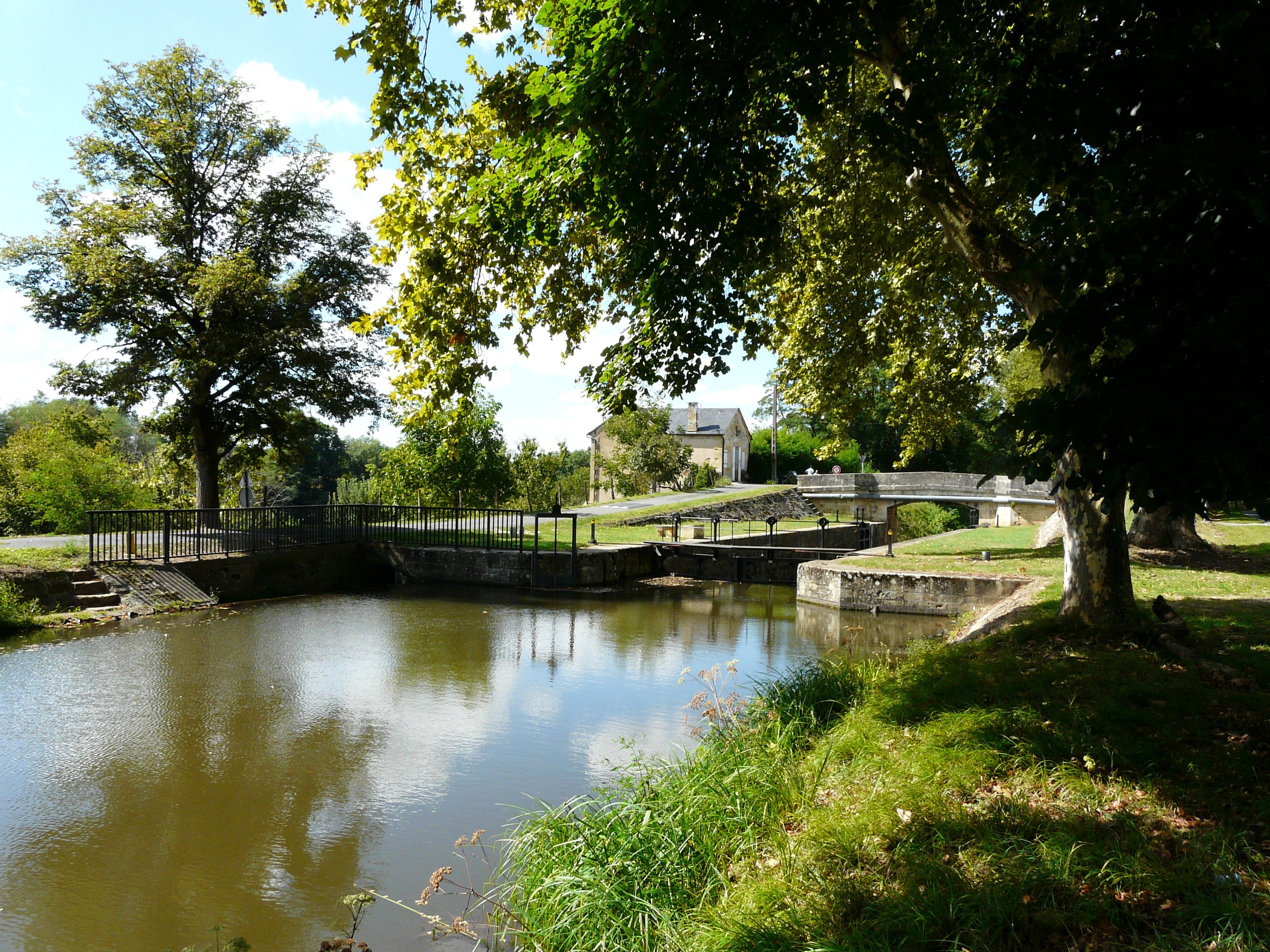
Schleuse Borie-Basse
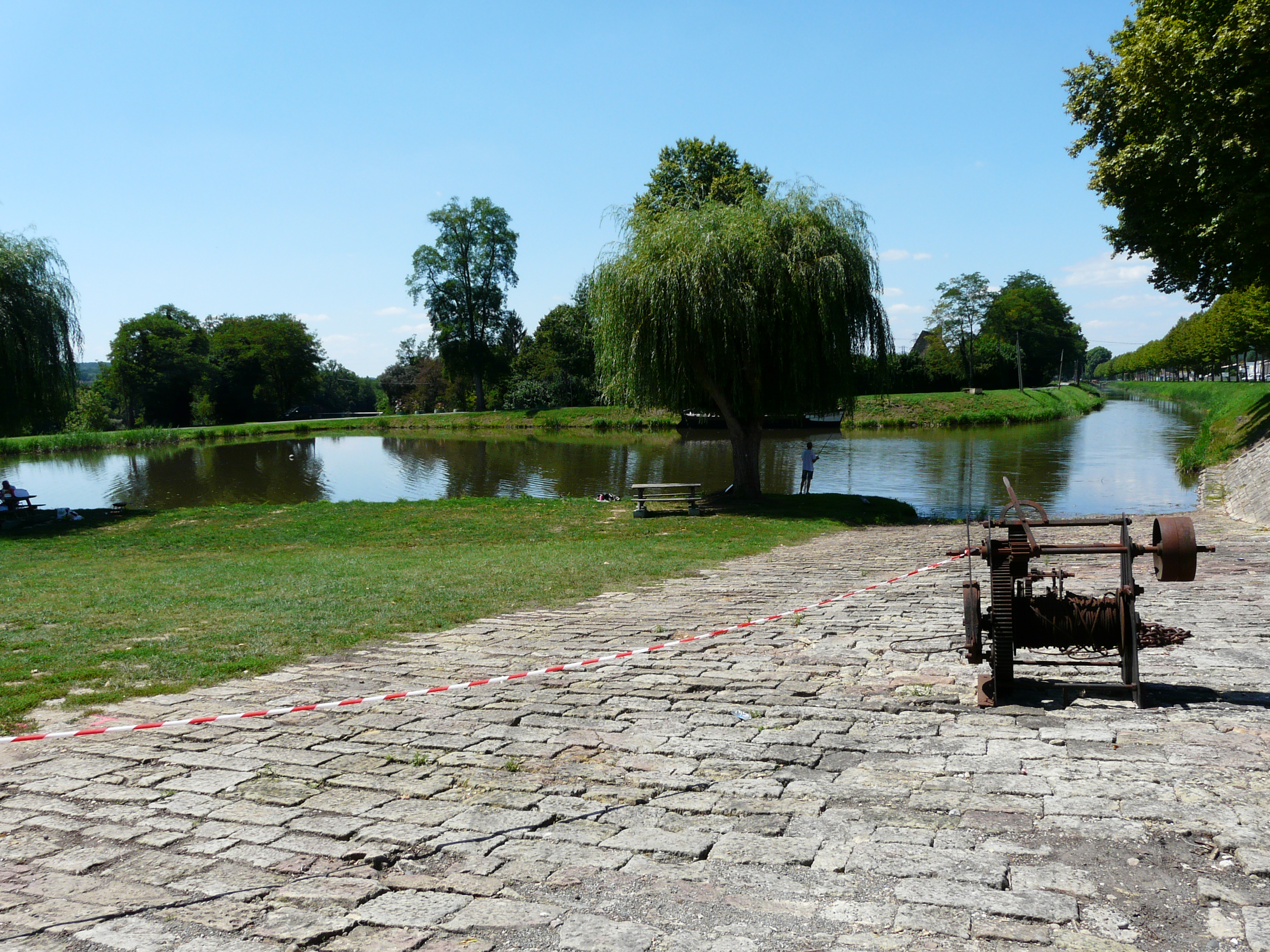
Hafenbecken von Saint-Capraise-de-Lalinde
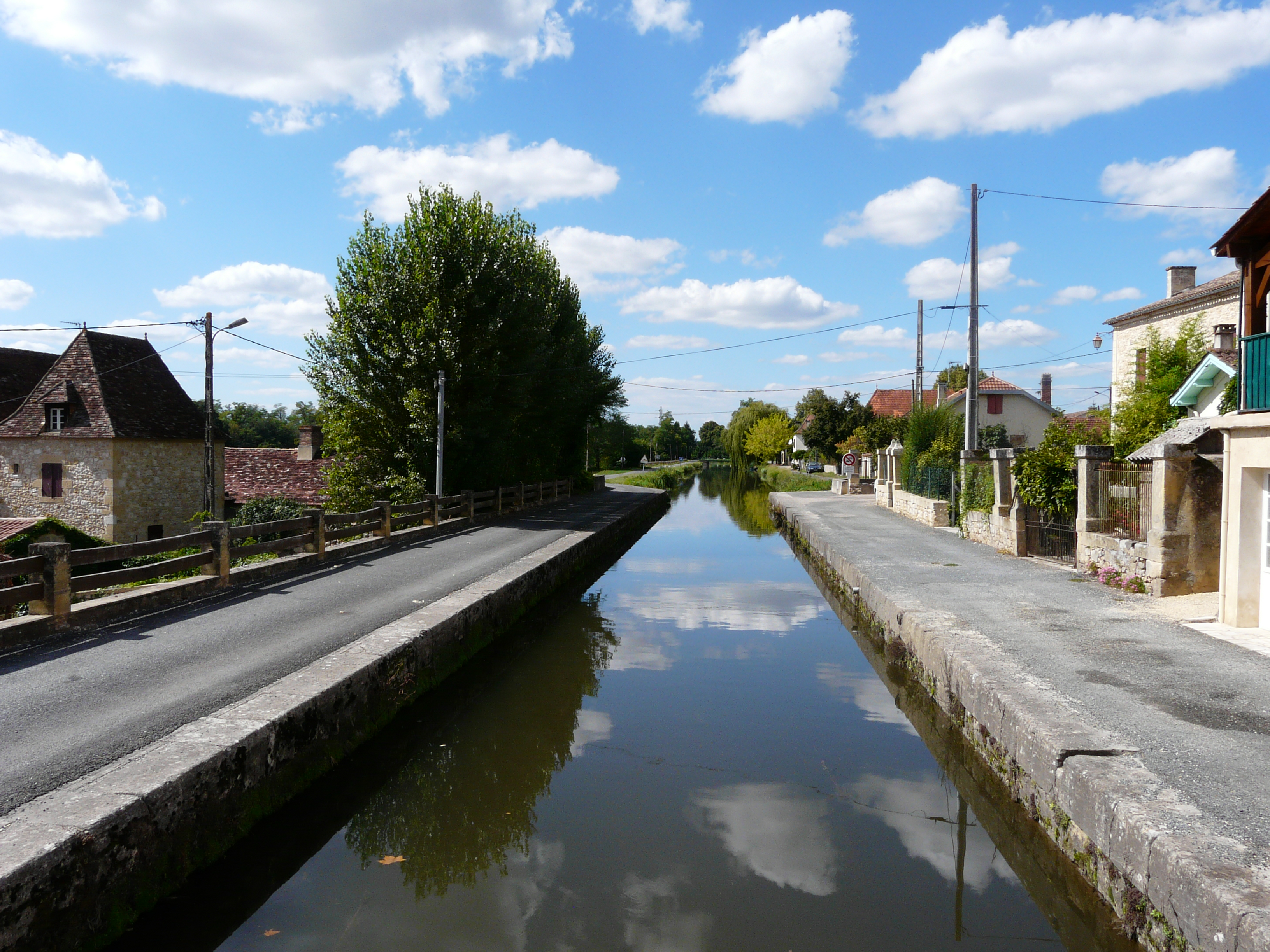
Kanalbrücke in Saint-Capraise-de-Lalinde
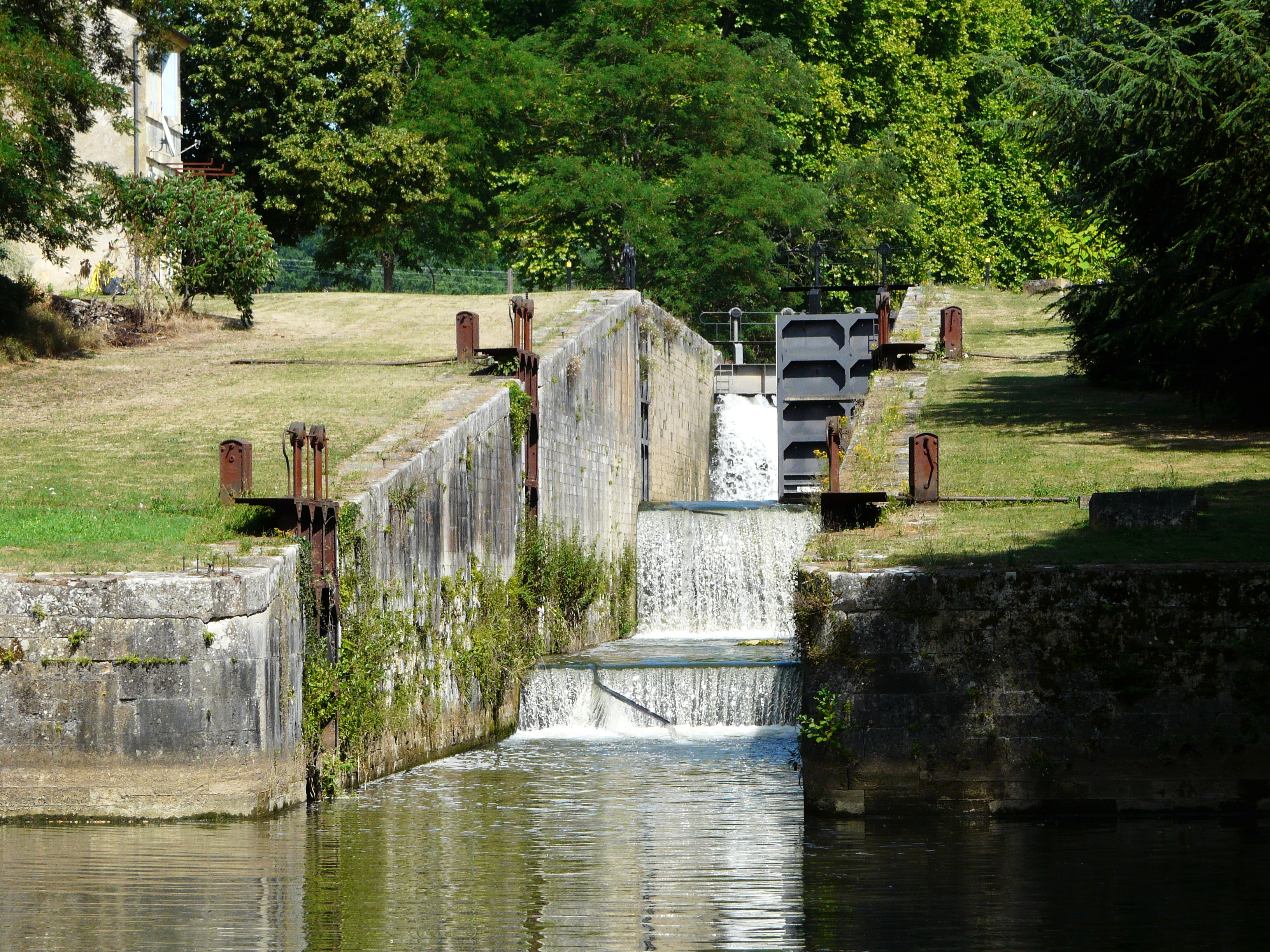
Schleusentreppe von Tuilères